# Nymphaea ampla
Nymphaea ampla är en näckrosväxtart som först beskrevs av Richard Anthony Salisbury, och fick sitt nu gällande namn av Dc. Nymphaea ampla ingår i släktet vita näckrosor, och familjen näckrosväxter. Inga underarter finns listade i Catalogue of Life.

## Bildgalleri

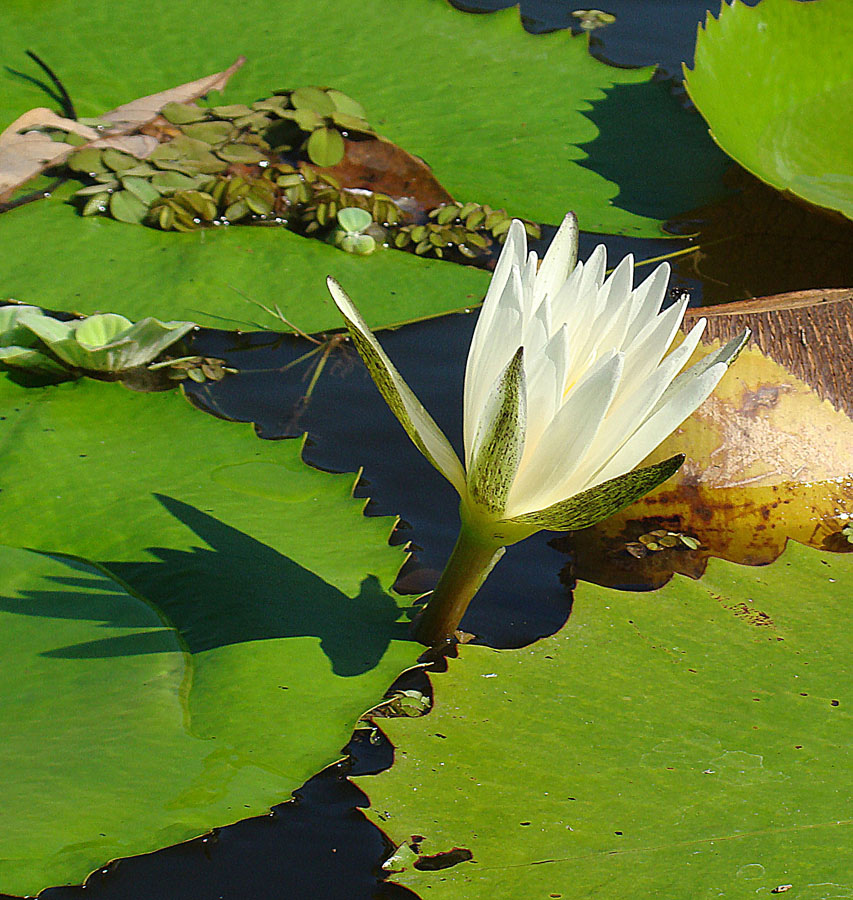
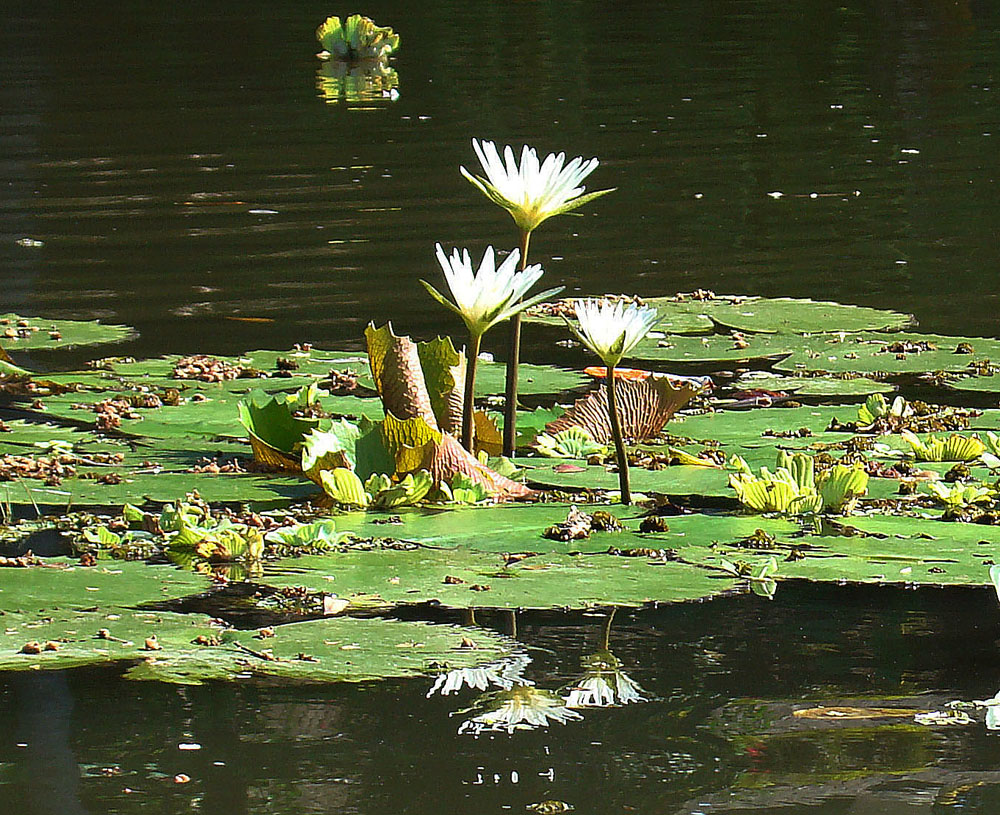
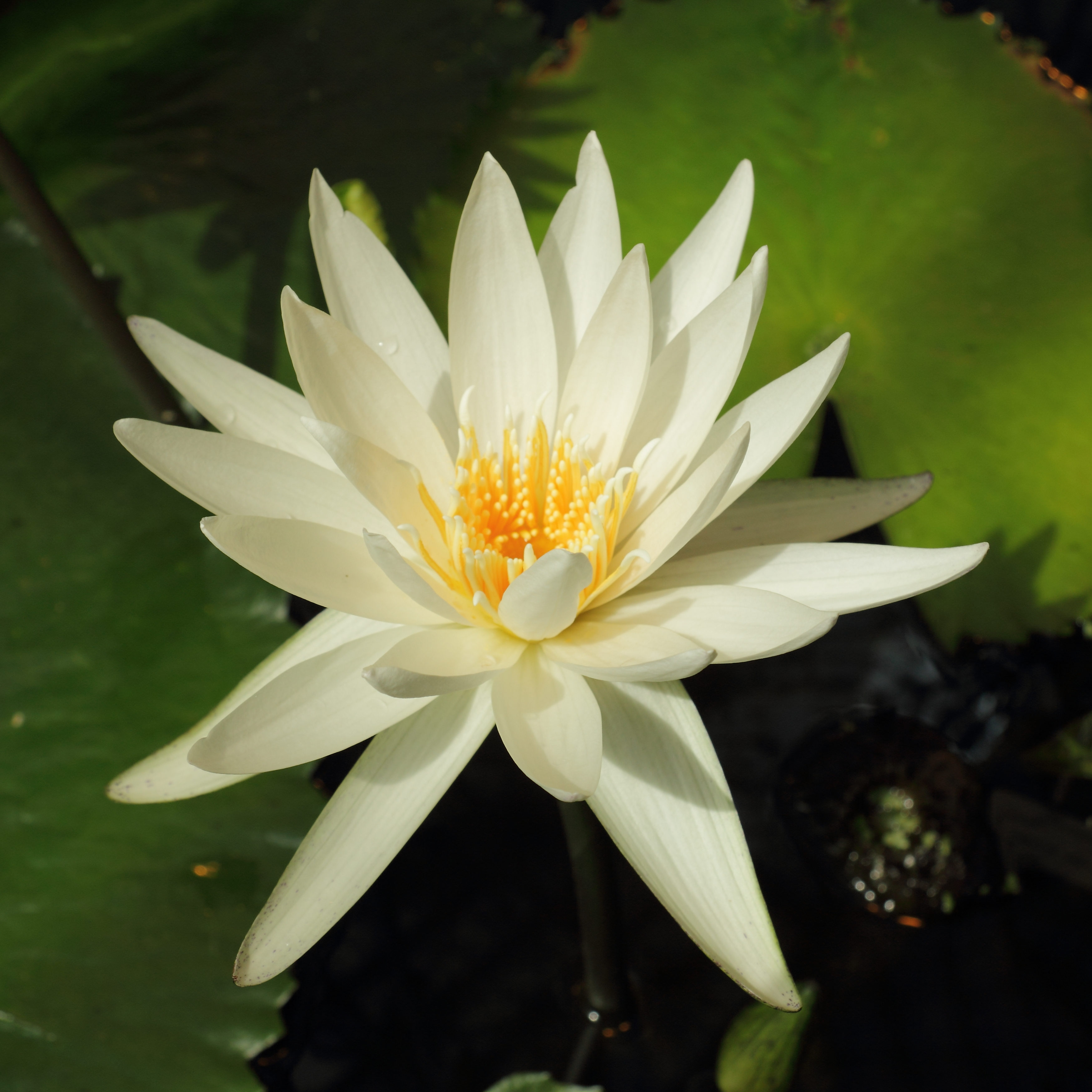
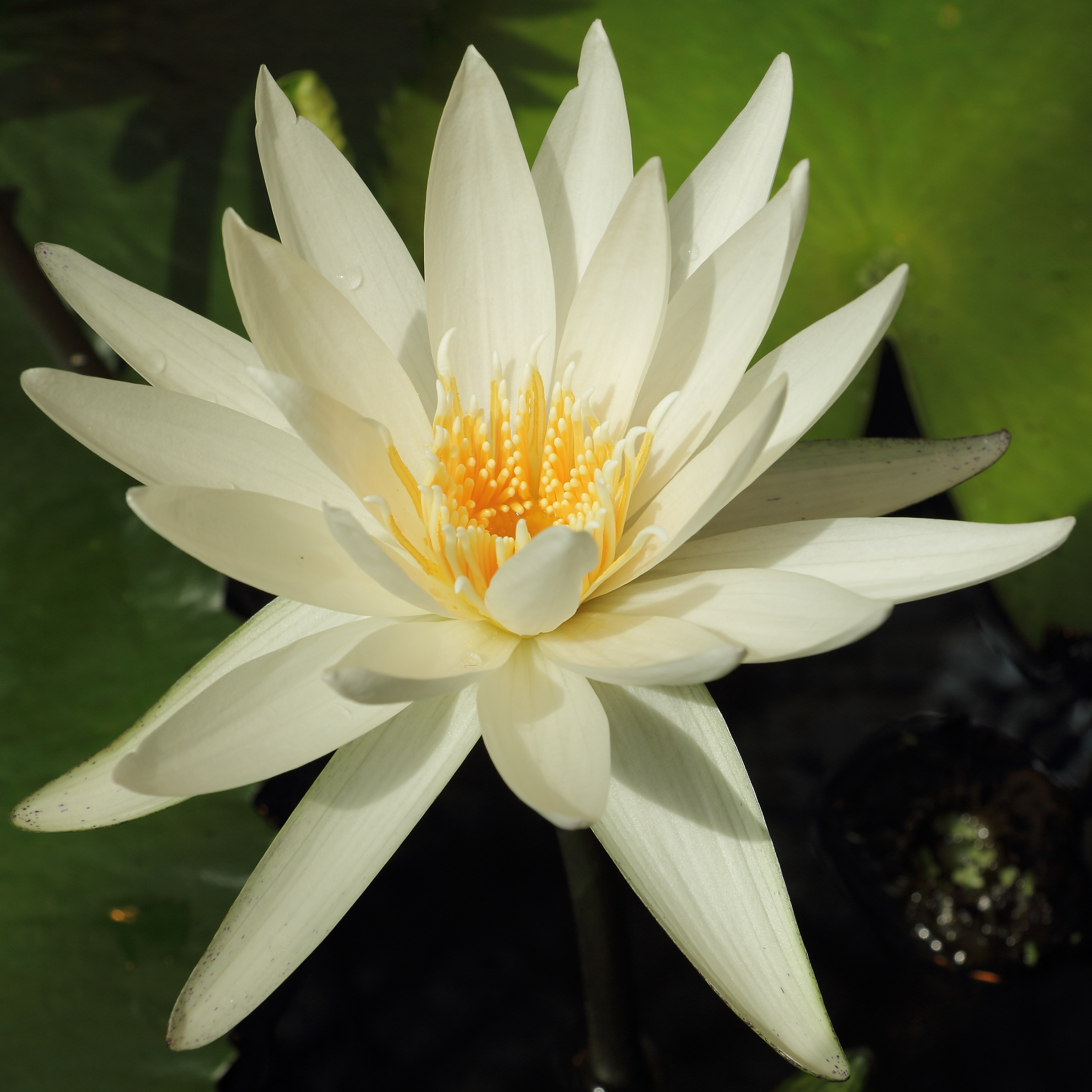
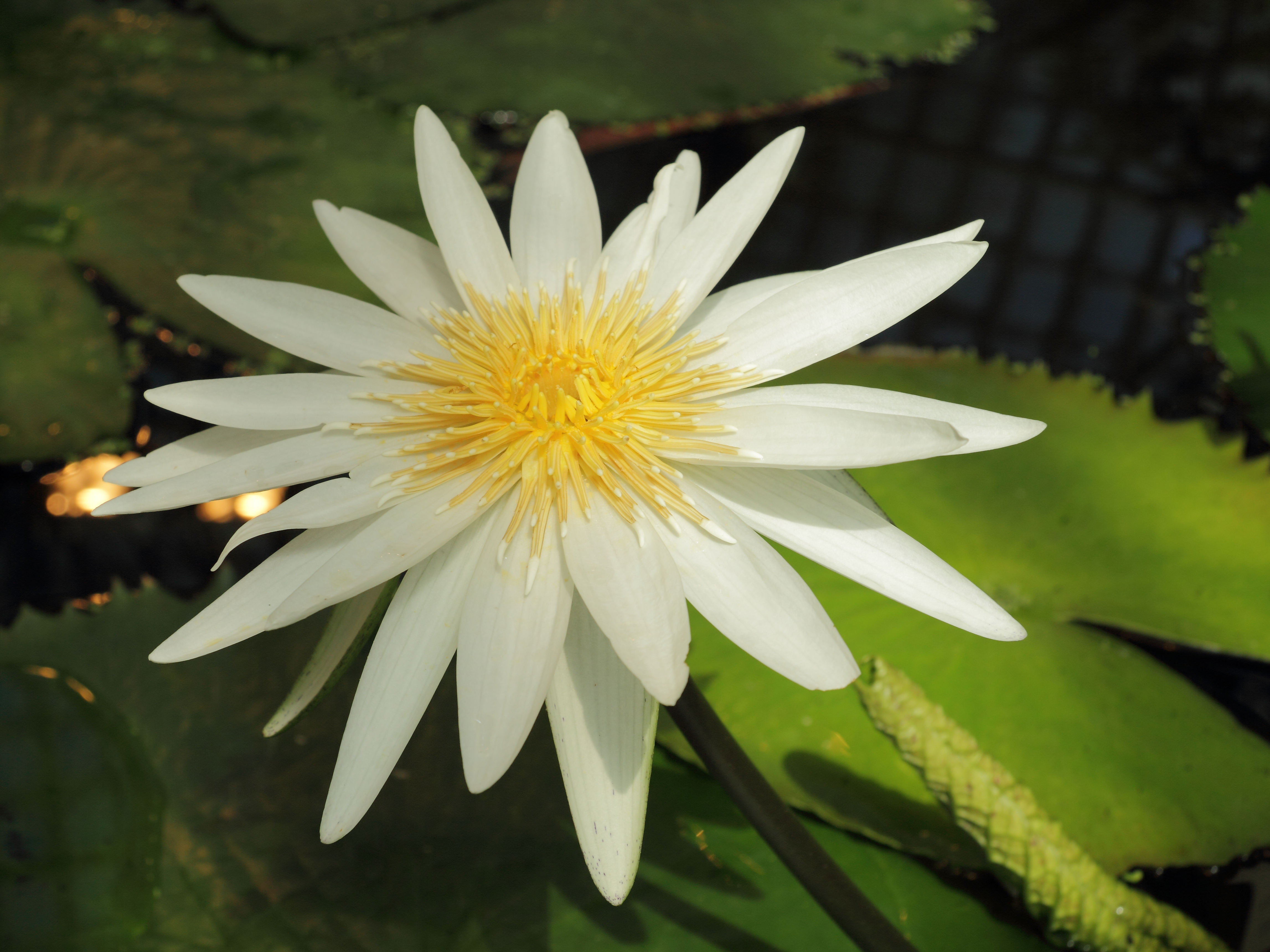
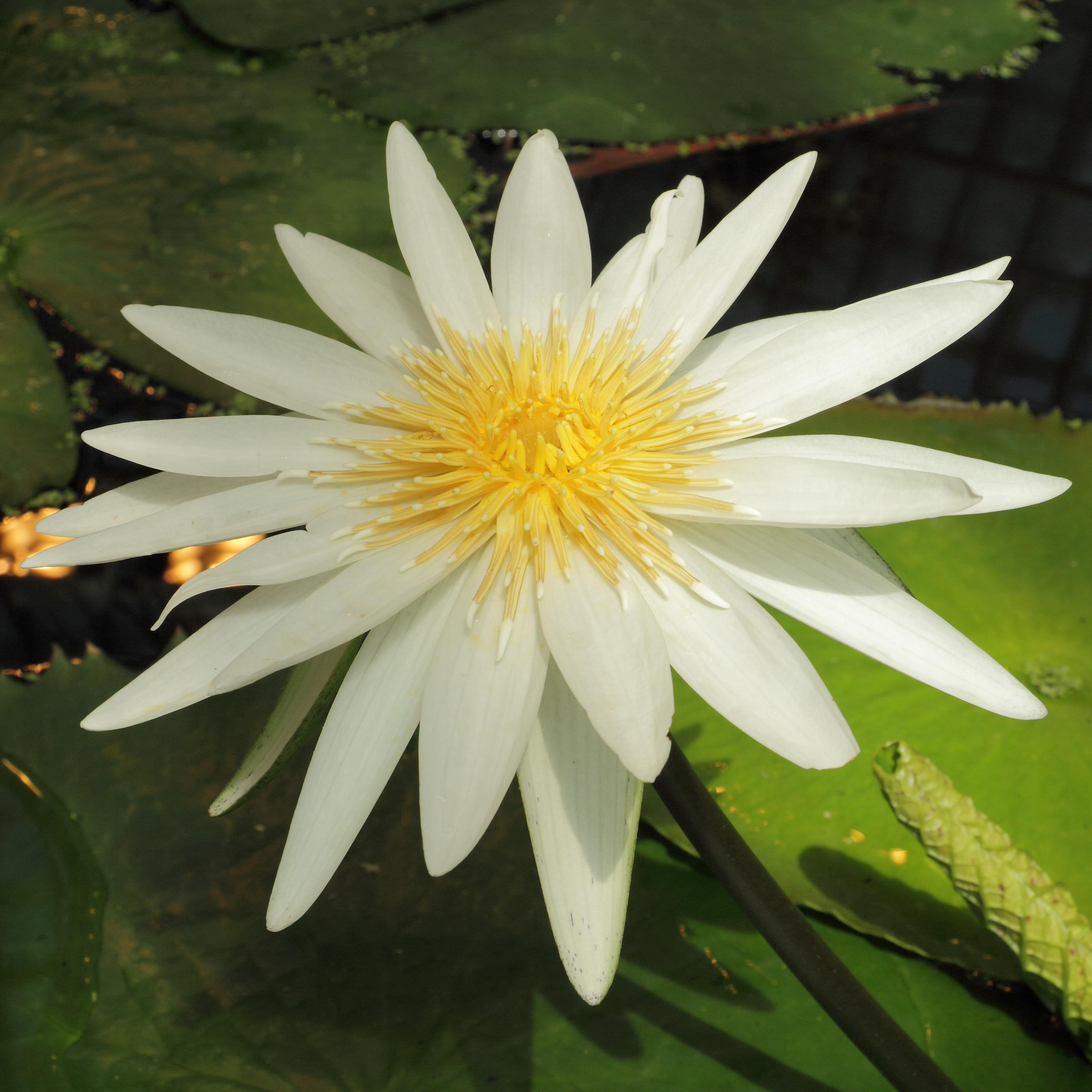